# میک برنز (بازیکن فوتبال)
میک برنز (انگلیسی: Mick Burns؛ ۷ ژوئن ۱۹۰۸ – ۵ سپتامبر ۱۹۸۲) بازیکن فوتبال اهل بریتانیا بود.
از باشگاه‌هایی که در آن بازی کرده‌است می‌توان به باشگاه فوتبال نیوکاسل یونایتد، باشگاه فوتبال ایپسویچ تاون، و باشگاه فوتبال پرستون نورث اند اشاره کرد.